# Apache Software Foundation
Apache Software Foundation (ASF) — організація-фонд, що сприяє розвитку проєктів програмного забезпечення Apache, до яких відноситься серед іншого вебсервер HTTP Apache. ASF була сформована в 1999 році з Apache Group в Делавері, США.
Співтовариство ASF складається з розробників-ентузіастів, що живуть у різних країнах світу і беруть участь у різних Open Source проєктах. Керує кожним з проєктів команда вибраних експертів, які самі беруть активну участь у процесі розробки.
Риси, що вирізняють проєкти Apache — це спільна розробка коду і відкрита, прагматична ліцензія — Apache Software License.
Членами організації можуть стати тільки ті люди, які внесли значний внесок у розвиток/розробку проєктів.
Основні завдання фонду — це юридичний захист учасників проєкту і захист марки «Apache». В Apache Software Foundation була розроблена ліцензія Apache, яка широко використовується в межах інших проєктів.
Логотипом фонду є зображення пера.

## Проєкти
Перелік проєктів Apache:
- HTTP Server: вебсервер
- ActiveMQ: Java Message Service 1.1 (JMS) message broker
- Airavata — набір інструментів для створення, управління, виконання і моніторингу завдань у розподілених обчисленнях
- Allura — хостинг-платформа рушія SourceForge
- Ant: Java-based build tool
- APR: Apache Portable Runtime, a portability library written in C
- Axis: Apache Axis is an open source, XML based Web service framework
- Beehive: A Java visual object model
- Bloodhound — система управління спільною розробкою та контролю помилок
- Camel: A declarative routing and mediation rules engine which implements the Enterprise Integration Patterns using a Java based domain specific language.
- Cayenne: A Java ORM framework
- Apache Chemistry — відкрита реалізація стандарту CMIS (Content Management Interoperability Services), що визначає засоби для обміну різнорідною інформацією між системами управління контентом підприємства і зовнішніми застосунками
- CloudStack — платформа для хмарної інфраструктури IaaS
- Click: A modern JEE web application framework, providing a natural rich client style programming model
- Cocoon: XML publishing framework
- Commons: Reusable Java libraries and utilities too small to merit their own project
- Cordova — фреймворк для створення мобільних застосунків
- Бази даних
  - Derby: A pure Java Relational database management system
- Directory: A directory server supporting LDAP and other protocols
- Drill — SQL-рушій для запитів даних, що зберігаються в NoSQL-сховищах
- Excalibur: IoC контейнер під назвою Fortress та пов'язані компоненти
- Forrest: documentation framework based upon Cocoon
- Geronimo: a Java EE server
- Gump: integration, dependencies, and versioning management
- Harmony: альтернативна вільна реалізація платформи Java SE
- Hadoop: фреймворк, написаний на Java для розподіленого зберігання та розподілених обчислень великих об'ємів даних (Big Data) на кластерах, що складаються з великої кількості вузлів.
- HiveMind: єдине мікроядро, що забезпечує роботу сервісно-орієнтованих Java-застосунків
- iBATIS: Persistence framework which enables mapping sql queries to POJOs.
- Incubator: for aspiring ASF projects
- Isis — фреймворк для швидкої розробки проблемно-орієнтованих застосунків Java
- Jackrabbit: implementation of the Java Content Repository API
- Jakarta: server side Java (including its own set of sub-projects)
- James: Java email and news server
- Labs: A place for innovation where committees of the foundation can experiment with new ideas
- Lenya: Система керування вмістом
- Logging: A cross-language logging services for purposes of application debugging and auditing
- Lucene: text search engine library written entirely in Java
- Maven: Java project management and comprehension tool
- Mesos: управління кластером
- Mina: Multipurpose Infrastructure for Network Application
- MyFaces: JavaServer Faces implementation
- mod perl: module that integrates the Perl interpreter into Apache server
- mod python: module that integrates the Python interpreter into Apache server
- OFBiz: Open for Business: enterprise automation software
- Portals: web portal related software
- Rave: Java-платформа для розміщення, обслуговування та агрегації соціальних віджетів і сервісів
- Santuario: XML Security in Java and C++
- Shale: Web application framework based on JavaServer Faces
- SpamAssassin: поштовий фільт для ідентифікації спаму.
- Spark — високопродуктивний рушій для обробки даних у кластері Hadoop
- Stanbol — набір компонентів для семантичного управління контентом
- Stratos — розширюваний PaaS-фреймворк
- Struts: Java програмний каркас вебзастосунків
- Subversion — централізована система управління версіями
- Tajo — система для організації виконання аналітичних запитів до великих масивів даних
- Tapestry: A free/open-source framework for creating dynamic, robust, highly scalable web applications in Java
- Tcl: dynamic websites using Tool Command Language
- Tomcat: a web container for serving servlets and JSP
- Traffic Server — проксі-сервер
- Velocity: A Java Template Creation Engine
- Web services: Web service related systems
- Wicket: Component-based Java web framework
- Xalan: XSLT processors in Java and C++
- Xerces: A validating XML parser
- XML: XML solutions for the web
- XMLBeans: XML-Java binding tool
- XML Graphics: conversion of XML formats to graphical output
  - Batik: A pure Java library for SVG content manipulation
  - FOP (процесор форматування об'єктів, англ. Formatting Objects Processor): написаний на чистому Java процесор, що конвертує файли XSL-FO у PDF або у файли для прямого друку.